# Altena
Altena és un municipi de la província del Brabant del Nord, al sud dels Països Baixos. Va ser creat el 2019 després de la fusió dels municipis d'Aalburg, Werkendam i Woudrichem. L'1 de juliol del 2024 tenia 58.277 habitants repartits sobre una superfície de 226,64 km² (dels quals 26,01 km² corresponen a aigua).

## Nuclis de població
| Nucli           | Població |
| --------------- | -------- |
| Werkendam       | 11.580   |
| Wijk en Aalburg | 6.995    |
| Sleeuwijk       | 6.120    |
| Woudrichem      | 4.620    |
| Hank            | 4.280    |
| Almkerk         | 3.810    |
| Nieuwendijk     | 3.735    |
| Veen            | 3.205    |
| Andel           | 2.745    |
| Dussen          | 2.625    |
| Rijswijk        | 2.010    |
| Genderen        | 1.715    |
| Giessen         | 1.645    |
| Eethen          | 895      |
| Meeuwen         | 770      |
| Babyloniënbroek | 465      |
| Drongelen       | 430      |
| Uitwijk         | 350      |
| Waardhuizen     | 290      |
| Font:           |          |

## Ajuntament
Des del 9 de desembre del 2019, l'alcalde del municipi és Egbert Lichtenberg del CDA. Els 31 membres del consistori municipal són, des del 2022:
| Partit                   | Escons |
| ------------------------ | ------ |
| CDA                      | 8      |
| Altena Lokaal            | 6      |
| SGP                      | 5      |
| Progressief Altena       | 4      |
| ChristenUnie             | 4      |
| VVD                      | 2      |
| PvdA                     | 3      |
| VVD                      | 3      |
| CDA                      | 3      |
| Vrije Volkspartij Altena | 2      |
| Font:                    |        |